# Judson Harmon
Judson Harmon, född 3 februari 1846 i Mercersburg (nuvarande Newtown), Hamilton County, Ohio, död 22 februari 1927 i Cincinnati, var en amerikansk demokratisk politiker. Han var USA:s justitieminister 1895–1897.
Han studerade juridik vid Law School of Cincinnati College och inledde sin karriär som advokat 1869.
Han tjänstgjorde som USA:s justitieminister under president Grover Cleveland 1895–1897. Han var guvernör i Ohio 1909–1913. 1910 besegrade han blivande presidenten Warren G. Harding i guvernörsvalet.
Harmon är begravd på Spring Grove Cemetery i Cincinnati. Harmon County, Oklahoma har fått sitt namn efter Judson Harmon.